# Rotscheitel-Borstenschwanz
Der Rotscheitel-Borstenschwanz (Stipiturus ruficeps) ist eine Vogelart aus der Familie der Staffelschwänze (Maluridae). Die sehr kleinen Vögel besiedeln trockene Lebensräume in Zentral- und Westaustralien und gelten als nicht konkret gefährdet. Viele Aspekte ihrer Lebensweise sind bislang vergleichsweise schlecht erforscht.

## Merkmale

### Körperbau und Aussehen

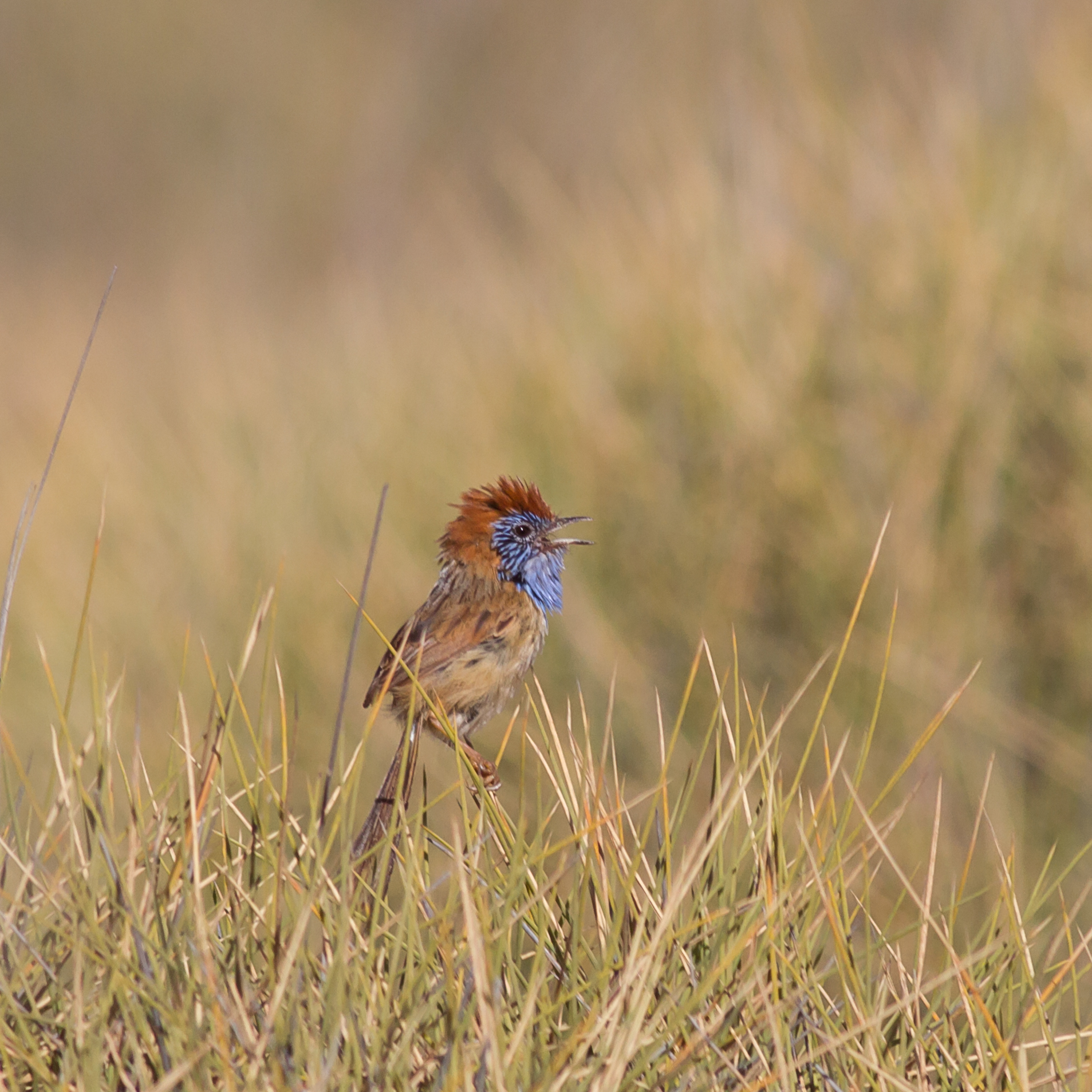
Rotscheitel-Borstenschwanz

Der Rotscheitel-Borstenschwanz erreicht eine Größe zwischen 10,5 und 15 cm, womit er die kleinste der drei Arten der Borstenschwänze ist. Das Gewicht ausgewachsener Exemplare liegt bei etwa 6 g. Ein erheblicher Teil der Gesamtgröße entfällt auf die sechs feinen, verlängerten und leicht miteinander verwobenen Steuerfedern, die circa 1,3 mal so lang wie der restliche Körper werden. Diese schwach entwickelten Federn haben in Verbindung mit den kurzen, abgerundeten Flügeln eine nur noch eingeschränkt vorhandene Flugfähigkeit zur Folge, weshalb sich die Vögel eher kletternd und hüpfend fortbewegen. Hinsichtlich der Gefiederfärbung liegt bei der Art ein gut erkennbarer Sexualdimorphismus vor. Bei männlichen Vögeln sind Stirn, Scheitel und Nacken in hellem Rotbraun gefärbt. Der Rest der Oberseite ist zimtbraun mit einer diffusen, schwärzlichen Musterung. Die Federn des Flügels sind gräulich braun mit rotbraunen Säumen, die an Armdecken und Daumenfittich besonders breit und an den Handschwingen hingegen sehr schmal sind. Das Auge mit dunkelbrauner Iris ist von einem schmalen, weißen Augenring umgeben. Zügel, Ohrdecken, Kinn und Brust sind in starkem Kontrast zum übrigen Gefieder in tiefem Himmelblau gefärbt. Vor allem an den Ohrdecken findet sich darüber hinaus eine kräftige, schwarze Musterung. Der Rest der Unterseite vom Bauch bis zu den Unterschwanzdecken zeigt ein helles Gelbbraun, das vor allem zu den Flanken hin leicht rotbraune Einschläge aufweisen kann. Das Aussehen der Weibchen entspricht weitestgehend dem ihrer männlichen Artgenossen, ihnen fehlen jedoch die auffälligen, blauen Farbakzente. Stattdessen findet sich bei ihnen dort die gelbbraune Färbung der Unterseite wieder, Zügel und Ohrdecken sind gelegentlich etwas heller und wirken leicht verwaschen weißlich. Bei beiden Geschlechtern sind die unbefiederten Läufe und der kurze, breite Schnabel bräunlich gefärbt.

### Jungvögel
Das Jugendkleid ist allgemein weniger farbenfroh als das Gefieder der Adulten. Bei beiden Geschlechtern dominieren matte Brauntöne mit nur angedeutetem Streifenmuster an der Oberseite. Männliche Vögel weisen eine blass Grau-Blaue Kehle und Oberbrust auf. Sie können bereits vor dem Flüggewerden von den Weibchen unterschieden werden, wenn sich bei ihnen ein zunächst cremeweißes Gefieder im Kehlbereich zu entwickeln beginnt. Bei weiblichen Jungvögeln zeigt sich hier zunächst eine gelblich braune Gefiederfärbung.

## Habitat und Lebensweise

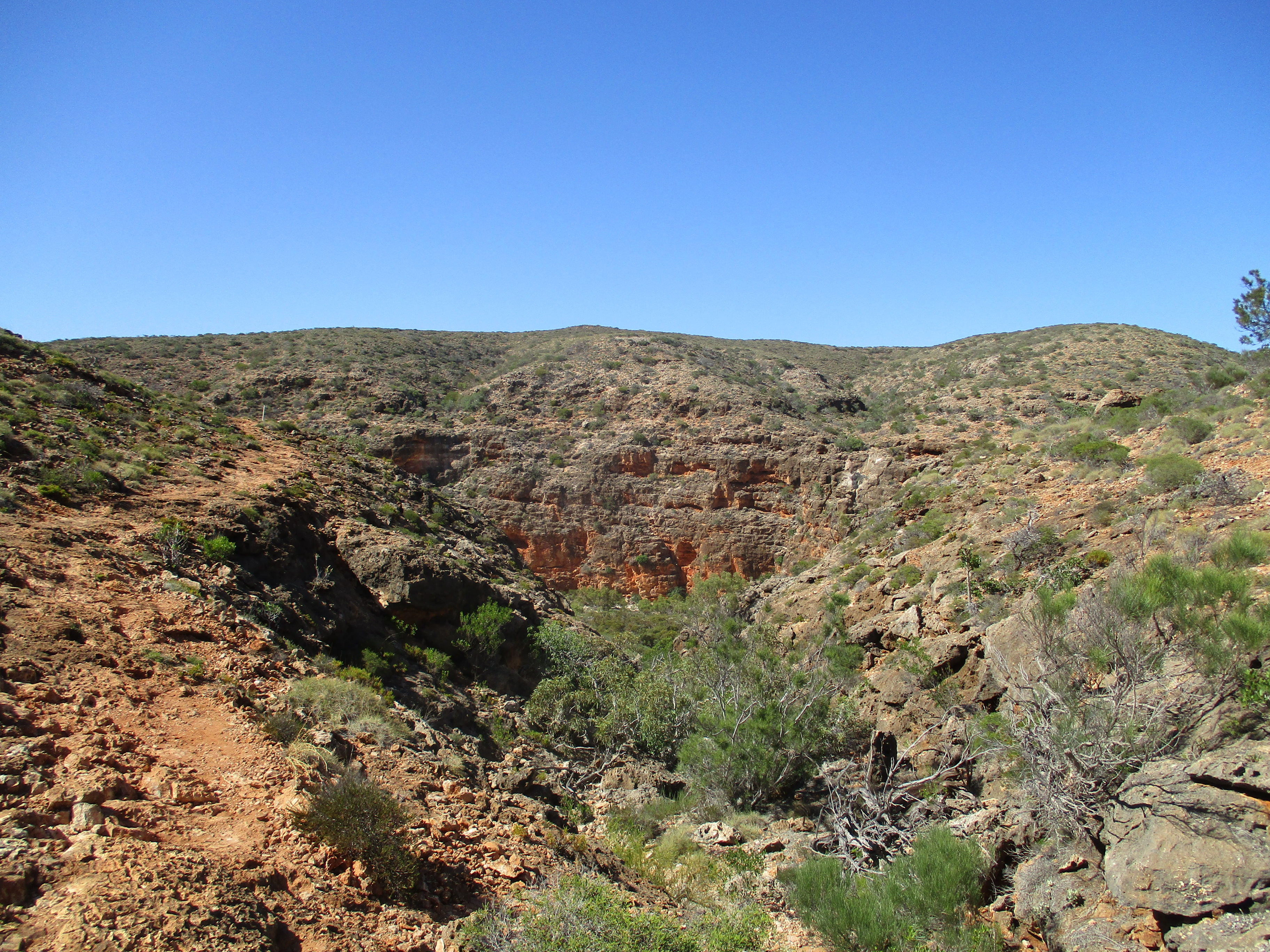
Landschaft auf der North-West-Cape-Halbinsel, Fundort des Holotyps der Art

Der Rotscheitel-Borstenschwanz ist ein Bewohner der ariden, subtropischen und warm-gemäßigten Regionen West- und Zentral-Australiens. Er besiedelt offenes, hügeliges Grasland, wobei mit hohen, dicht stehenden Stachelkopfgräsern bewachsene Senken, Sanddünen oder Felslandschaften mit vereinzelten Mallee-Eukalypten seinen idealen Lebensraum darstellen. Vermutlich handelt es sich um Standvögel, die ihr angestammtes Areal ganzjährig nicht verlassen, allerdings liegen zu diesem Aspekt der Lebensweise bislang keine genauen Studien vor. Rotscheitel-Borstenschwänze sind – soweit bekannt – reine Insektenfresser, die sich bei der Jagd in Bodennähe hüpfend durch Gräser und kleine Büsche fortbewegen und die Vegetation nach versteckten Gliederfüßern absuchen. Die Zusammensetzung der Nahrung und ob manche Beute möglicherweise bevorzugt geschlagen wird, ist bislang noch unbekannt.

### Stimme
Der Gesang der Art wird als für die Familie typisches, hochfrequentes Schnurren beschrieben und soll eher wenig lautstark sein. Als Kontaktruf dient ein ständig wiederholtes tsee-tsee, das sich kaum von den Lauten mancher im Gras lebender Insekten unterscheiden lässt. Bei wahrgenommenen Bedrohungen wird ein wie trrrt klingendes Geräusch ausgestoßen, das deutlich lauter und leichter zu hören ist als die übrigen Lautäußerungen.

### Fortpflanzung
Die Brutzeit des Rotscheitel-Borstenschwanzes erstreckt sich etwa von August bis Oktober. Vermutlich bilden die Vögel zu dieser Zeit monogame Paare, viele weitere Aspekte des Brutgeschäfts sind allerdings noch unbekannt. Nest und Gelege der Art wurden erstmals im Jahr 1917 beschrieben. Beim Nest handelt es sich um eine ovale, geschlossene Konstruktion mit seitlichem Eingang, die versteckt in der Mitte eines Grasbüschels, etwa 20 bis 25 cm über dem Erdboden angelegt wird. Als Baumaterial dienen Gräser, feine Rinde und Spinnenseide, in die Federn und Blüten eingewoben werden. Die Eier sind von ovaler Form und haben eine weiße Grundfarbe. Ihre Schale ist besonders am dickeren Ende mit rötlich-braunen Tupfern und Flecken gesprenkelt. Die Errichtung des Nests obliegt scheinbar nur dem Weibchen allein, weitere Informationen über die Inkubation der Eier oder die Brutpflege gibt es bislang nicht. Es wird allerdings vermutet, dass die Jungvögel nach dem Flüggewerden den Eltern noch einige Zeit folgen und von diesen abhängig bleiben.

## Verbreitung und Gefährdung

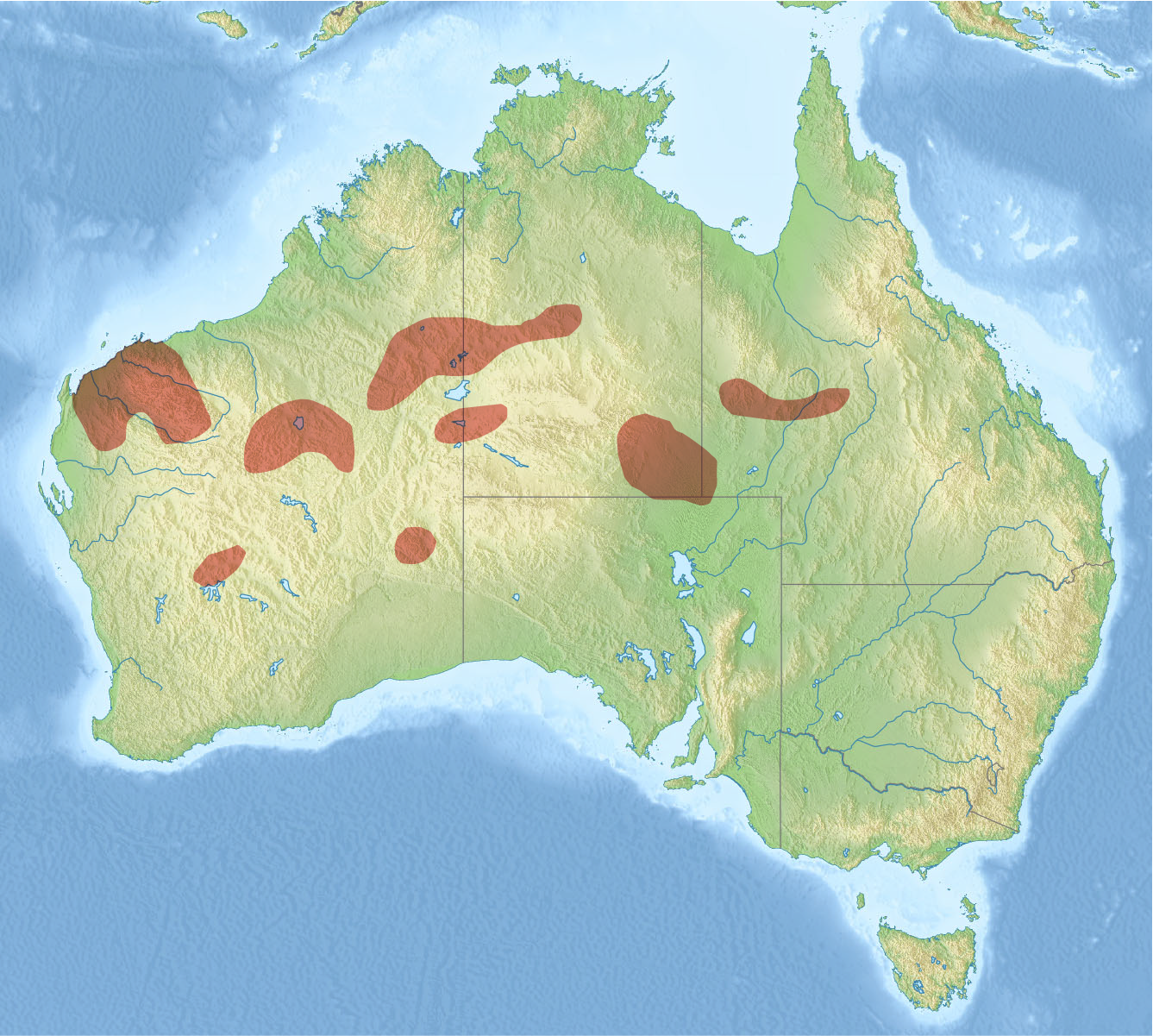
Verbreitungsgebiet des Rotscheitel-Borstenschwanzes

Der Rotscheitel-Borstenschwanz ist ein endemischer Bewohner Australiens. Sein Verbreitungsgebiet erstreckt sich als breites Band etwa von der Pilbara-Region in Western Australia bis in die Grasebene Barkly Tableland im Westen Queenslands und in die Simpsonwüste des Northern Territory. Es handelt sich dabei jedoch nicht um ein zusammenhängendes Gebiet, sondern um eine Reihe teilweise voneinander isolierter Gebiete mit für die Art geeignetem Habitat. Allerdings ist es möglich, dass die Vögel auf Grund ihrer geringen Größe und ihres eher leisen Gesangs in manchen Gegenden schlicht übersehen werden. So gelangen etwa erstmalige Nachweise in den östlichen Regionen des Verbreitungsgebiets erst in den 1960er- beziehungsweise 1970er-Jahren. Während der globale Bestand nicht als gefährdet gilt, sind einzelne Populationen vor allem durch die in Häufigkeit und Schwere zunehmenden Buschfeuer in Australien gefährdet. Die IUCN stuft den Rotscheitel-Borstenschwanz mit Stand 2016 als least concern („nicht gefährdet“), stellt jedoch einen abnehmenden Trend bei den Bestandszahlen fest.

## Systematik
Die Erstbeschreibung des Rotscheitel-Borstenschwanzes stammt aus dem Jahr 1899 und geht auf den australischen Ornithologen Archibald James Campbell zurück. Beim Holotyp handelt es sich um ein weibliches Exemplar, das ein Jahr zuvor auf der Halbinsel North West Cape in Western Australia gesammelt worden war. Männliche Vögel waren zum Zeitpunkt der Erstbeschreibung noch keine bekannt. Als wissenschaftlichen Namen der neuen Art wählte Campbell das Binomen Stipiturus ruficeps, womit er sie als zweite Art in die bis dahin monotypische Gattung der Borstenschwänze stellte. Das Artepitheton setzt sich aus den lateinischen Begriffen rufus für „rot“ und -ceps, das in etwa „auf den Kopf bezogen“ bedeutet, zusammen. Es nimmt Bezug auf die rötlich-braune Färbung am Kopf der Vögel. Wegen der großen äußeren Ähnlichkeit wurde in der Vergangenheit vor allem über eine mögliche Konspezifität der Art mit dem weiter südlich lebenden Malleeborstenschwanz (S. mallee) spekuliert. Moderne phylogenetische Untersuchungen anhand der DNA der Vögel sprechen jedoch dafür, dass es sich um getrennte Arten derselben Gattung handelt. Die Art gilt derzeit als monotypisch, es werden neben der Nominatform keine weiteren Unterarten unterschieden.